# キューデンインフォコム
株式会社キューデンインフォコムは、かつて存在した福岡県福岡市中央区に本社を置く九州電力グループのインターネットデータセンター事業者。

## 概要
同社は九州電力が100%出資する情報通信事業系の子会社で、ITコンサルティング事業、データセンター事業及び旅行業を行っていた。

## 沿革
- 2000年（平成12年）9月 - 会社設立（資本金2億円）。
- 2003年（平成15年）1月 - 当時西日本最大級のデータセンターを運用開始。4億8,000万円へ資本を増資。
- 2003年（平成15年）12月 -「ISMS認証基準(Ver.2.0)」及び「BS 7799 Part2(2002)」認証取得。
- 2006年（平成18年）12月 -「ISO/IEC 27001:2005」及び「JIS Q 27001:2006」認証取得。
- 2007年（平成19年）8月 -「プライバシーマーク　JIS Q 15001:2006」認証取得。
- 2012年（平成24年）2月 -「事業継続マネジメントシステム（BCMS）　BS25999-2:2007」認証取得。
- 2019年（令和元年）7月1日 - 株式会社QTnetが存続会社となり合併[2]。